# LGV Est
Az LGV Est egy kétvágányú, 25 kV 50 Hz-cel villamosított, normál nyomtávolságú, 406 km hosszú nagysebességű vasútvonal Franciaországban Vaires-sur-Marne (Párizs közelében) és Vendenheim (Strasbourg közelében) között. Két részletben adták át, az első ütem 2007-re Metz városáig épült meg, a második ütem 2016-ban lett kész.

## Története
Franciaország 2007 márciusában avatta fel a Párizs–Strasbourg közötti TGV Est vonal első szakaszát, a közforgalom pedig 2007. június 10-én indult meg rajta. Az összes vonat 85%-a Párizstól Reimsig, Metzig, Strasbourgig, és Nancyig üzembe állt. A Párizs-Frankfurt közötti vonatok egy részét is beindították, de a teljes választék csak azután lesz elérhető, miután a DB Intercity Express vonatait alkalmassá teszik a franciaországi közlekedésre. A vonal megnyitásával az eljutási idő Párizsból Strasbourgba az addigi 4 óráról 2 és fél órára csökkent.
A 300 km hosszúságú elsőnek átadott szakaszt először a franciáknál, közforgalmi közlekedésre 320 km/h sebességre tervezték. Az SNCF reméli, évente 7 millió utas veszi igénybe vonatait ezen az új vonalon.

## Műszaki jellemzők

### Biztosító berendezés
Az LGV Est 1 500 méteres szakaszokra van osztva. Mindegyik szakaszon érzékelők helyezkednek el a pálya mentén. Amikor a vonatok elhaladnak az érzékelőknél, aktiválják azokat, és ezzel informálják az irányító központot pillanatnyi helyzetükről.
LGVTM szerelvényeken a sebességhatár közvetlenül a vezetőpulton kerül kijelzésre. A hagyományos francia biztosítóberendezési rendszer mellett, amelyben gyengeáram van a sín körül – Franciaországban elsőként – a kelet-Európai LGVTM vonalat ERTMS rendszerrel (Egységes Európai Vasút-irányítási Rendszer) is felszerelték. Az ERTMS azon a rendszeren alapul, hogy az információt a földről juttatják el a vonatra GSM technológia segítségével. Az új, keleti LGV Est vonalon a vonal mentén optikai kábelt építettek ki és teljes értékű GSM – R rendszert működtetnek. (Az „R” a „Railway” = vasút, vasúti alkalmazást jelenti).

### Pálya
Hubert Mesnil igazgató szerint a felhasznált 78 ezer tonna acélból nyolc Eiffel-torony lenne felépíthető, és az ötéves építkezés alatt elmozdított 64 millió köbméter föld a La Manche Csatorna-alagútját kilencszer megtölthetné.

## Rekordkísérlet

### Az infrastruktúra felkészítése
Az új, a közforgalomnak még nem átadott LGV Est nagysebességű vonal üzembeállításával kapcsolatos előkészületi munkák ideális körülményeket teremtettek a nagyon nagy sebességű vasúti közlekedés miatt szükséges infrastruktúra vizsgálatok elvégzéséhez.
A pálya kialakítása pálya-geometriailag alkalmas volt ugyan a tervezett nagysebességű tesztre, néhány átalakítás mégis szükségessé vált a korábbi, 1990-es csúcskísérlet során összegyűjtött tapasztalatokra alapozva az optimális minőségi és biztonsági szint biztosítása érdekében.
A felsővezeték feszültségét 25kV-ről 31kV-ra megemelték az 500 km/h sebesség feletti maximális áramfelvétel biztosítása érdekében. További kondenzátorok hozzáadásával segítették a feszültség fenntartását és a teszt vonatszerelvény által előállított reaktív energia kompenzálása érdekében.
Az RFF a véletlen elmozdulás ellen rögzítette azokat a váltókat, amelyeken nagyon nagy sebességgel halad át a V150 szerelvény, továbbá megelőző intézkedésként, ahol szükséges volt ott a sín köszörülését és a pálya ismételt, pontos beszabályozását is elvégezték. Analóg rádióhálózat telepítésével biztosították a folyamatos fedélzeti kapcsolatot.
A kísérleti program kiterjedt a számos részegység és az infrastruktúra jellemzőinek vizsgálatára.
- a pályaelemek viselkedése nagy sebességek esetében, tekintettel a rezgések és oldalirányú mozgások csökkentésére;
- a lökéshullám hatások,
- különböző anyagokat alkalmassága, viselkedése a zajcsillapítás szempontjából
- GSM-R rendszer alkalmazása és a jeladók viselkedése extrém körülmények között

A V150 programnak részeként a vasúti sebesség rekord kísérlet alatt vizsgálták a vonatszerelvény és a forgóvázak dinamikus stabilitását, az áramfelvételt, a keréksín kapcsolat minőségét, az új AGVTM vonó-berendezéseknek – különösen az újfejlesztésű állandó-mágneses motoroknak – a működését, a sínek, alagutak és hidak, valamint a felsővezeték viselkedését.
2007. január 15. óta az RFF, Alstom és SNCF több mint 40 mérnökéből és technikusából álló csapata vesz részt a V150 program részét képező valós idejű
vizsgálatokban. Minden egyes tesztfutást követően a rögzített adatok azonnali elemzésre kerültek.

### A teljesítmény fokozatos növelése
2007. január 15-től kezdődően, fokozatosan növelték a teljesítményt. Alig 6 hét tesztfutás után elérték 400 km/h feletti sebességeket. A teljesítmény növelése fokozatos volt, korlátozásokkal minden egyes tesztfutáshoz. A kísérlet következő szakaszba lépés előfeltétele az volt, hogy a kritikus paraméterek mérése egyezzen meg a célokban megfogalmazottakkal, mind a függőleges mind pedig a keresztirányú erők tekintetében minden egyes keréken és forgóvázon, valamint az áramszedő emelés, az áramfelvétel minősége, az első áramvonalas burkolat alatt fellépő légnyomás, a főbb elektromos és mechanikus komponensek hőmérséklete tekintetében.

### A szerelvény
A V150 vonatszerelvénnyel 40 tesztfutást végeztek 450 km/h sebesség felett, 200 üzemóra terjedelemben. Ez alatt a V150 vonattal összesen és 3200 kilométer utat tettek meg. Az egyes tesztnapok között a pálya minőségét ellenőrizték és a nagyon nagy sebességű tesztfutás között 380 km/h sebességen mérőkocsival a sínhibákat vizsgálták, sínrepedésre ellenőrizték.
Ezen mérések lehetővé tették a korábban nem ismert sebességtartományok ideiglenes modelljei érvényességének igazolását, különösen az aerodinamikus, akusztikus, dinamikus és vibrációs jelenségek vizsgálatát, mérését és hitelesítését valós körülmények között.
Az AGVTM forgóváz tökéletesen viselkedett, a korábbi futómű konstrukciókhoz képest alacsonyabb sín-terhelést mértek. A vontató berendezésre és az áramszedőre is igaz ugyanez, melyek bizonyították, hogy az üzemszerűen alkalmazott sebességeknél sokkal magasabbra is képesek.
A vonatszerelvény összeállítása lehetővé tette az Alstom TGVTM Duplex és az AGV™ berendezések összehangolását a nagyon nagy sebesség mellett. Az adatok igazolták a francia nagyon nagy sebességű vasút üzembiztonsági tartalékait.
A tesztfutások sebességét fokozatosan növelték. Egy alkalommal (…) megdőlt a korábbi 514 km/h-s sebességrekord. Noha ez a kísérlet sem volt publikus, mégis gyorsan híre ment.

### Szigorú eljárások a csúcskísérlet előtt
Minden egyes út megkezdése előtt különlegesen szigorú eljárásokat foganatosítottak a nagyon nagy sebességű zónában. A próba során elérendő sebesség meghatározását követően a teszt irányítójának meg kellett győződnie arról, hogy az összes technikus és mérnök a helyén van a vonatszerelvény fedélzetén és ellenőriznie kellett, hogy az összes biztonsági előírást betartották-e. Az első információ, amit be kellett szereznie, az volt, hogy a vonatnak van-e engedélye a tesztvágányon futni. Ezt a tesztvágányon előzetesen végigfutó, és az összes anomáliát is ellenőrző 4402 számú szerelvény közvetítette felé.
A teszt irányítójának a Pagny sur Moselle irányítóállomástól (PCD) is megerősítést kellett kapnia a tesztútvonal kialakításáról és arról, hogy az összes szükséges biztonsági személy elfoglalta a helyét, majd meg kellett győződjön arról is, hogy a Meuse állomáson található Trois-Domaines alállomások által a felső vezetékbe táplált feszültség 31 kV értékű.
Összességében több mint, 200 km/h különbség van a V150 vonatszerelvénnyel eddig elért sebességek és az idén júniustól üzembe állított új francia TGV vonal 320 km/h-s üzemi sebessége között és ez a jövő vonatgenerációi számára potenciális fejlődési lehetőségét jelzi.

## Finanszírozás
A vonal 4 milliárd euróba került. A jelenlegi vasútvonal csak ez első fázisa a projektnek, a második rész Baudrecourt és Vendenheim között épül meg 2010. évben, miután a Francia Vasúti Hálózat (RFF), és a Közlekedési Minisztérium megegyezett a finanszírozásban.
A TGV Est valószínűleg az utolsó nagysebességű vonal, melynek építését teljes egészében a kormány finanszírozza. A következő projekt előreláthatóan a TGV South Europe Atlantric (TGV SEA) lesz, amelynek finanszírozása első ízben Franciaországban a PPP alapján történik. Az RFF az év második felében tender kiírást tesz közzé erre vonatkozóan, és a megállapodást egy évvel később tervezik aláírni. Az előrebecsült költség 5 milliárd euró.
Franciák növekvő mértékben keresik a magán tőke bevonásának lehetőségét, olyan projektek esetén, ahol a megtérülés rövid idejű. A TGV Est jóváhagyása hosszú ideig húzódott, mivel pénzügyi szempontból nem tartották sikeres vállalkozásnak, habár a felújításból várható hasznot jelentősnek tartják.

## Érdekességek
- Egy TGV POS TGV szerelvény itt döntötte meg 2007. április 3-án a vasúti sebességrekordot.
- Ez az első francia vasútvonal, melyet a European Traffic Management System jelzőrendszerrel láttak el.